# Simon Ludders
Simon Ludders is een Brits acteur en scenarioschrijver.

## Carrière
Ludders begon in 1994 met acteren als stemacteur in de animatieserie Shakespeare: The Animated Tales, waarna hij nog meerdere rollen speelde in televisieseries en films. Hij is vooral bekend van zijn rol als Renfield in de televisieserie Young Dracula (2006-2014).

## Filmografie

### Films
Uitgezonderd korte films.
- 2019 Silver Darlings - als Reggie
- 2019 The Shores - als Oxir
- 2018 Red Joan - als marine kapitein
- 2017 Alexander I: Into the Woods - als Sperensky
- 2017 Catherine the Great: Husbands, Lovers and Sons - als Pugachev
- 2004 Tunnel of Love - als opleidingsofficier
- 2003 Calendar Girls - als ober
- 1997 Harpur and Iles - als bankmanager
- 1996 Darklands - als tweede politieagent

### Televisieseries
Uitgezonderd eenmalige gastrollen.
- 2020-2024 Miss Scarlet and the Duke - als mr. Potts - 21 afl.
- 2020 Bridgerton - als Humboldt - 4 afl.
- 2019 The Capture - als Nick May - 2 afl.
- 2017 The Dumping Ground - als Peter Umbleby - 6 afl.
- 2015 Spotless - als Peter Marshall-Edwards - 2 afl.
- 2006-2014 Young Dracula - als Renfield - 66 afl.
- 2013 Broadchurch - als Trevor Smith - 6 afl.
- 2011 Becoming Human - als mr. Swan - 5 afl.
- 2009-2011 Gigglebiz - als diverse karakters - 16 afl.
- 2009 Scoop - als Sid de bron - 13 afl.
- 2002 I'm Alan Partridge - als Builder - 3 afl.
- 1999 Casualty - als Corp Burridge - 2 afl.

### Scenarioschrijver
- 2012-2016 Stella - televisieserie - 9 afl.
- 2011 Tati's Hotel - televisieserie - 2 afl.
- 2011 Gigglebiz - televisieserie - 2 afl.
- 2007-2010 The Armstrong and Miller Show - televisieserie - 11 afl.
- 2005 The Last Child of the Sixties - korte film
- 2001 TV to Go - televisieserie
- 1999 Lucky Bag - televisieserie